# Giovanni V di Werle
Giovanni V di Werle (... – 1377/1378) è stato un principe di Meclemburgo signore di Werle-Güstrow.

## Biografia
Giovanni V di Werle era il figlio più giovane di Nicola III di Werle. 
Alla morte del padre, nel 1360, suo fratello maggiore Lorenzo di Werle ereditò il ramo Werle-Güstrow della signoria di Werle che governò da solo fino al 1365, quindi lo associò al governo della Signoria che mantenne con il fratello fino alla morte.
La data di morte di Giovanni non è nota con certezza. Egli era sicuramente vivo fino al 24 agosto 1377, quando compare in un documento, mentre risulta morto alla data del 9 settembre 1378.
Secondo lo storico Friedrich Wigger Giovanni V era sposato con una donna di nome Eufemia di cui non si hanno però altre informazioni. Non si hanno informazioni di eventuali figli.

## Ascendenza
|                                       |                                  |                                         | Genitori                                 |  |  | Nonni |  |  | Bisnonni                     |  |  | Trisnonni                  |  |
|                                       |                                  |                                         |                                          |  |  |       |  |  | Giovanni I, signore di Werle |  |  | Nicola I, signore di Werle |  |
|                                       |                                  |                                         |                                          |  |  |       |  |  | Giovanni I, signore di Werle |  |  | Nicola I, signore di Werle |  |
|                                       |                                  | Jutta di Anhalt                         |                                          |  |  |       |  |  | Giovanni I, signore di Werle |  |  |                            |  |
| Giovanni II, signore di Werle-Güstrow |                                  |                                         |                                          |  |  |       |  |  | Giovanni I, signore di Werle |  |  |                            |  |
|                                       |                                  | Sofia di Lindow-Ruppin                  | Guntero I, conte di Lindow-Ruppin        |  |  |       |  |  |                              |  |  |                            |  |
|                                       |                                  | Sofia di Lindow-Ruppin                  | Guntero I, conte di Lindow-Ruppin        |  |  |       |  |  |                              |  |  |                            |  |
|                                       |                                  | Sofia di Lindow-Ruppin                  | Eufemia di Rügen                         |  |  |       |  |  |                              |  |  |                            |  |
| Nicola III, signore di Werle-Güstrow  |                                  | Sofia di Lindow-Ruppin                  |                                          |  |  |       |  |  |                              |  |  |                            |  |
|                                       |                                  | Enrico I, duca di Brunswick-Grubenhagen | Alberto I, duca di Brunswick-Grubenhagen |  |  |       |  |  |                              |  |  |                            |  |
|                                       |                                  | Enrico I, duca di Brunswick-Grubenhagen | Alberto I, duca di Brunswick-Grubenhagen |  |  |       |  |  |                              |  |  |                            |  |
|                                       |                                  | Enrico I, duca di Brunswick-Grubenhagen | Agnese I di Brunswick-Wolfenbüttel       |  |  |       |  |  |                              |  |  |                            |  |
| Matilde di Brunswick-Grubenhagen      |                                  | Enrico I, duca di Brunswick-Grubenhagen |                                          |  |  |       |  |  |                              |  |  |                            |  |
|                                       |                                  | Elisabetta di Brunswick-Göttingen       | Ottone I, duca di Brunswick-Göttingen    |  |  |       |  |  |                              |  |  |                            |  |
|                                       |                                  | Elisabetta di Brunswick-Göttingen       | Ottone I, duca di Brunswick-Göttingen    |  |  |       |  |  |                              |  |  |                            |  |
|                                       |                                  | Elisabetta di Brunswick-Göttingen       | Margherita di Berg                       |  |  |       |  |  |                              |  |  |                            |  |
| Giovanni V, signore di Werle-Güstrow  |                                  | Elisabetta di Brunswick-Göttingen       |                                          |  |  |       |  |  |                              |  |  |                            |  |
|                                       | Enrico I, signore di Meclemburgo | Giovanni I, signore di Meclemburgo      |                                          |  |  |       |  |  |                              |  |  |                            |  |
|                                       | Enrico I, signore di Meclemburgo | Giovanni I, signore di Meclemburgo      |                                          |  |  |       |  |  |                              |  |  |                            |  |
|                                       | Enrico I, signore di Meclemburgo | Liutgarda di Henneberg                  |                                          |  |  |       |  |  |                              |  |  |                            |  |
| Enrico II, signore di Meclemburgo     | Enrico I, signore di Meclemburgo |                                         |                                          |  |  |       |  |  |                              |  |  |                            |  |
|                                       |                                  | Anastasia di Pomerania-Stettino         | Barnim I, duca di Pomerania-Stettino     |  |  |       |  |  |                              |  |  |                            |  |
|                                       |                                  | Anastasia di Pomerania-Stettino         | Barnim I, duca di Pomerania-Stettino     |  |  |       |  |  |                              |  |  |                            |  |
|                                       |                                  | Anastasia di Pomerania-Stettino         | Marianna                                 |  |  |       |  |  |                              |  |  |                            |  |
| Agnese di Meclemburgo                 |                                  | Anastasia di Pomerania-Stettino         |                                          |  |  |       |  |  |                              |  |  |                            |  |
|                                       |                                  | Alberto II, duca di Sassonia-Wittenberg | Alberto I, duca di Sassonia              |  |  |       |  |  |                              |  |  |                            |  |
|                                       |                                  | Alberto II, duca di Sassonia-Wittenberg | Alberto I, duca di Sassonia              |  |  |       |  |  |                              |  |  |                            |  |
|                                       |                                  | Alberto II, duca di Sassonia-Wittenberg | Elena di Brunswick-Lüneburg              |  |  |       |  |  |                              |  |  |                            |  |
| Anna di Sassonia-Wittenberg           |                                  | Alberto II, duca di Sassonia-Wittenberg |                                          |  |  |       |  |  |                              |  |  |                            |  |
|                                       |                                  | Agnese d'Asburgo                        | Rodolfo I d'Asburgo, re dei Romani       |  |  |       |  |  |                              |  |  |                            |  |
|                                       |                                  | Agnese d'Asburgo                        | Rodolfo I d'Asburgo, re dei Romani       |  |  |       |  |  |                              |  |  |                            |  |
|                                       |                                  | Agnese d'Asburgo                        | Gertrude di Hohenberg                    |  |  |       |  |  |                              |  |  |                            |  |
|                                       |                                  | Agnese d'Asburgo                        |                                          |  |  |       |  |  |                              |  |  |                            |  |